# Told You So
Uzasadnienie: zbyt mało treści, wątpliwa encyklopedycznosć
Told You So (A nie mówiłem) – singel grupy Depeche Mode wydany tylko w Hiszpanii. Utwór był grany na żywo w latach 1983–1985. Utwór utrzymany jest w stylisce industrialnej, a automat perkusyjny nadaje utworowi styl disco.

## WydaniaRCA
ESP-611 wydany 1984
| 1. | „Told You So” | 4:26  |
|    |               |       |
| 2. | „Told You So” | 4:26  |
|    |               |       |
|    |               | 08:52 |
|    |               |       |

## Twórcy
- David Gahan – wokale główne, sampler
- Martin Gore – syntezator, chórki, sampler
- Alan Wilder – syntezator, automat perkusyjny, chórki, sampler
- Andrew Fletcher – syntezator, chórki, sampler